# Rochefort (Szwajcaria)
Rochefort – miejscowość i gmina w zachodniej Szwajcarii, w kantonie Neuchâtel. 1 stycznia 2016 do gminy przyłączono gminę Brot-Dessous.

## Demografia
W Rochefort mieszka 1313 osób. W 2021 roku 14,3% populacji gminy stanowiły osoby urodzone poza Szwajcarią. 

## Transport
Przez teren gminy przebiegają drogi główne nr 10, nr 170 i nr 173.